# Charles J. Harder
Charles J. Harder (* 1970) ist ein amerikanischer Medienanwalt bei der Kanzlei Harder Mirell & Abrams.
2009 gewann Charles Harder Rechtsstreitigkeiten um die Domains sandrabullock.com, camerondiaz.com, katehudson.com und sigourneyweaver.com.
2011 erwirkte er ein 18-Millionen-US-Dollar-Urteil um Filmrechte für seinen Mandanten Cecchi Gori Pictures.
2016 wurde Harders Klienten Hulk Hogan aufgrund der Veröffentlichung eines Sex Tapes durch Gawker Media eine Entschädigung in Höhe von 140 Millionen US-Dollar zugesprochen. Durch dieses Urteil wurde die Klatsch-Seite Gawker Media geschäftsunfähig.
Vorher vertrat der Anwalt aus Beverly Hills hauptsächlich Hollywood-Stars in Verfahren um unzulässige Namensnennungen.
Derzeit vertritt er Shiva Ayyadurai gegen den Blog Techdirt. Ayyadurai behauptet, Erfinder der E-Mail zu sein, Techdirt verneint dies.
Im März 2018 übernahm er für US-Präsident Donald Trump den Fall Trump – Pornodarstellerin Stormy Daniels.